# Narodni muzej Šumadije u Kragujevcu
Narodni muzej Šumadije (srpski: Народни музеј Шумадије / Narodni muzej Šumadije) u Kragujevcu u Srbiji, gradska je ustanova posvećena istraživanju, očuvanju i prezentaciji povijesnih predmeta i artefakata vezanih za povijest pet općina: Kragujevac, Batočina, Lapovo, Rača i Knić.
Muzej je osnovan kao središnja gradska muzejska institucija 1949. godine. Muzej se nalazi u povijesnom jezgru Kragujevca, koji je između 1818. i 1841. godine bio političko i administrativno središte Kneževine Srbije, a dio muzejskog kompleksa obuhvaća objekte povezane s dvorskim životom kneza Miloša Obrenovića. Muzej čuva arheološke, etnološke, istorijske i umjetničke zbirke sa preko 26.000 artefakata.

## Povijest
Početci muzejskih djelatnosti u Kragujevcu sežu u rano 19. stoljeće, kada je taj grad bio prijestolnica novoosnovane Kneževine Srbije. Knez Miloš Obrenović počeo je sakupljati vlastitu zbirku slika u lipnju 1823. godine. 1837. godine njemački prirodoslovac Herder dostavio je knezu Milošu zbirku artefakata, među kojima je bila i rana numizmatička kolekcija. Tijekom Drugog svjetskog rata u Jugoslaviji, u proljeće 1942. godine u Kragujevcu je osnovan Šumadijski muzej, no isti je zatvoren 22. ožujka 1943. godine.
Narodni muzej u Kragujevcu službeno je osnovan 1. lipnja 1949. godine. Sjedište novog muzeja bilo je u povijesnoj reprezentativnoj zgradi Amidžin konak. 1963. godine muzej je objedinjen sa Muzejem radničkog pokreta i borbe za narodno oslobođenje, čime su objedinjene i zbirke ove dvije institucije. 1976. godine predmeti vezani uz pokolj u Kragujevcu iz 1941. godine prebačeni su u novoosnovani Spomen-muzej "21. oktobar".